# Tổng thống Kazakhstan
Tổng thống Cộng hòa Kazakhstan (tiếng Kazakh: Қазақстан Республикасының Президенті, chữ Latinh: Qazaqstan Respublikasynyñ Prezidentı; tiếng Nga: Президент Республики
Казахстан, chữ Latinh: Prezident Respubliki Kazakhstan) là nguyên thủ quốc gia của Kazakhstan, đồng thời cũng là tổng tư lệnh các lực lượng vũ trang của nước này. Chức vụ này là chức vụ giữ quyền lực cao nhất trong hệ thống chính trị của Kazakhstan. Quyền hạn của vị trí này được quy định trong các điều khoản đặc biệt của Hiến pháp Kazakhstan.
Chức vụ được thiết lập ngày 16 tháng 12 năm 1991, sau khi Kazakhstan tuyên bố độc lập khỏi Liên Xô. Tổng thống đương nhiệm là ông Kassym-Jomart Tokayev, giữ quyền Tổng thống từ ngày 20 tháng 3 năm 2019, sau sự từ chức của Tổng thống Nursultan Nazarbayev.

## Nhiệm kỳ Tổng thống
Trước cuộc trưng cầu dân ý sửa đổi Hiến pháp năm 2022, nhiệm kỳ Tổng thống là 5 năm và có quyền tái cử. Tuy nhiên, sau cuộc biểu tình về giá xăng tăng cao đầu năm 2022, Tổng thống Kassym-Jomart Tokayev đã đưa ra một gói cải cách Hiến pháp, theo đó giảm chuyển một số quyền hạn của Tổng thống cho các nhánh khác trong chính quyền, giới hạn nhiệm kỳ Tổng thống trong 7 năm và không có quyền tái cử.

## Danh sách Tổng thống Kazakhstan
| N. | Chân dung        | Tên (Sinh–Mất)                                    | Thời gian giữ chức   | Thời gian giữ chức            | Đảng phái | Đảng phái                       | Cuộc bầu cử              |
| N. | Chân dung        | Tên (Sinh–Mất)                                    | Nhậm chức            | Hết nhiệm                     |           |                                 |                          |
| -- | ---------------- | ------------------------------------------------- | -------------------- | ----------------------------- | --------- | ------------------------------- | ------------------------ |
| 1  |                  | Nursultan Nazarbayev Нұрсұлтан Назарбаев (1940–)  | 16 tháng 12 năm 1991 | 20 tháng 3 năm 2019 (từ chức) |           | Independent / Nur Otan          | 1991 1999 2005 2011 2015 |
| 1  | 27 năm, 125 ngày | Nursultan Nazarbayev Нұрсұлтан Назарбаев (1940–)  |                      |                               |           | Independent / Nur Otan          | 1991 1999 2005 2011 2015 |
| 2  |                  | Kassym-Jomart Tokayev Қасым-Жомарт Тоқаев (1953–) | 20 tháng 3 năm 2019  | Đương nhiệm                   |           | Nur Otan / Amanat / Independent | 2019 2022                |
| 2  | 5 năm, 338 ngày  | Kassym-Jomart Tokayev Қасым-Жомарт Тоқаев (1953–) |                      |                               |           | Nur Otan / Amanat / Independent | 2019 2022                |